# Lâmpada de halogêneo
Lâmpadas de halogêneo (português brasileiro) ou Lâmpadas de halogéneo (português europeu) ou lâmpadas halógenas são lâmpadas incandescentes com filamento de tungstênio contido em um gás inerte e com uma pequena quantidade de um elemento halogêneo como iodo ou bromo.

## Funcionamento

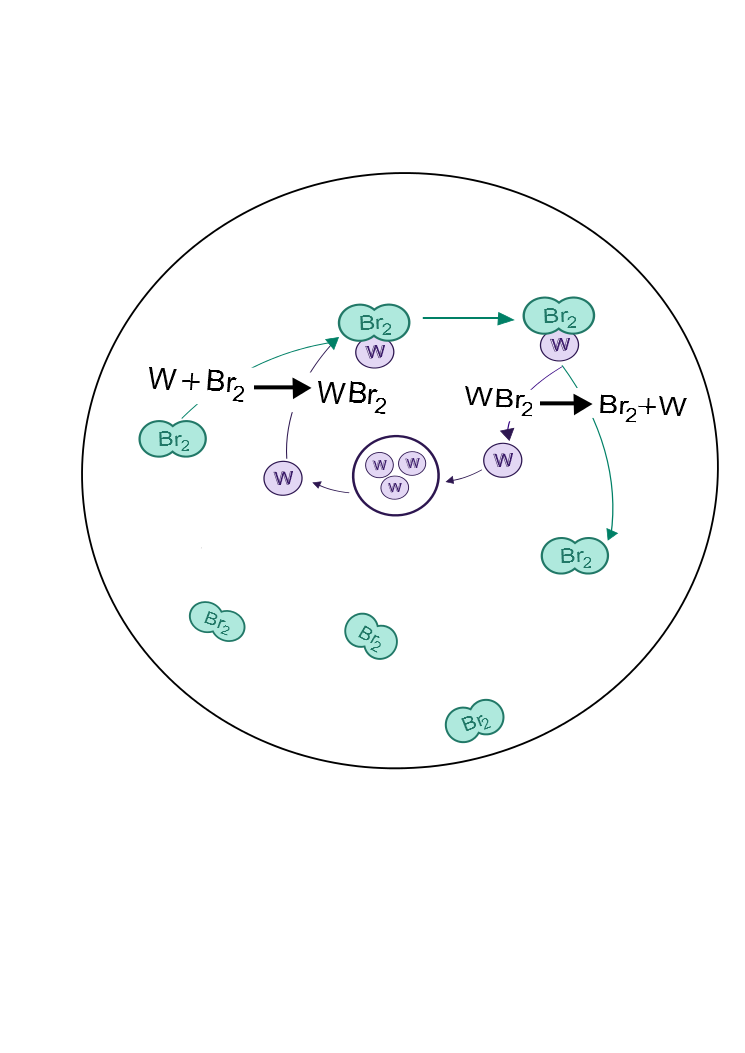
Figura 1: Ciclo tungstênio (W) - halogêneo (Bromo - Br)

Realiza-se no interior do bulbo o chamado "ciclo do iodo", ou "ciclo do bromo". O tungstênio evaporado do filamento combina-se, em temperaturas abaixo de 1 400 °C (1 670 K), com o halogênio adicionado ao gás presente no bulbo. O composto formado (iodeto de tungstênio), fica circulando dentro do bulbo, devido às correntes de convecção aí presentes, até se aproximar novamente do filamento. A alta temperatura aí reinante decompõe o iodeto, e parte do tungstênio se deposita novamente no filamento regenerando-o. O halogêneo liberado recomeça o ciclo. Temos assim, uma reação cíclica que reconduz o tungstênio evaporado para o filamento, vide figura 1. 
Com isso, o filamento pode trabalhar em temperaturas mais elevadas (aproximadamente 2 927 °C (3 200 K) a 3 127 °C (3 400 K)) obtendo-se maior eficiência luminosa, fluxo luminoso de maior temperatura de cor, ausência de depreciação do fluxo luminoso por enegrecimento do bulbo e dimensões reduzidas. 
Deve-se notar que, o tungstênio não necessariamente se re-deposita exatamente no mesmo local de onde foi evaporado, assim a lâmpada de tungstênio-halogêneo tem um tempo definido de vida. 
As lâmpadas halógenas possuem luz brilhante, que possibilita realçar as cores e objetos com eficiência energética maior do que a das lâmpadas incandescentes comuns. Por serem compactas, as lâmpadas halógenas são utilizadas nas mais diversas luminárias, desde pequenos spots até wallwashers, oferecendo liberdade para a criação de diversos ambientes.
Em termos de economia, as lâmpadas halógenas oferecem mais luz com potência menor ou igual à das incandescentes comuns, além de possuírem vida útil mais longa, variando entre 2.000 e 4.000 horas. 

## Bulbo

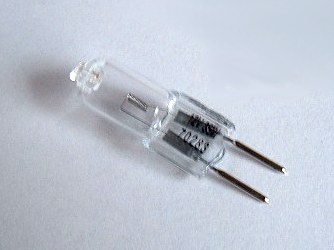
Lâmpada halógena com soquete tipo G6

Para que o composto tungstênio-halogênio não se condense no bulbo causando enegrecimento, este deve ser mantido a uma temperatura superior a 250 °C. Para atingir esta temperatura, o volume da lâmpada deve ter de dimensões reduzidas e o material escolhido para o bulbo deve ser o quartzo, que possui uma temperatura de deformação de aproximadamente 1000 °C. 
Como o bulbo tem pequeno volume, a lâmpada torna-se mecanicamente mais resistente. Dessa forma, a pressão do gás dentro da lâmpada pode ser aumentada (de quatro a cinco atmosferas na temperatura ambiente). Essa pressão maior causa uma menor evaporação do tungstênio, aumentando a vida útil da lâmpada. 
É recomendado não tocar o bulbo com as mãos para evitar engordurá-lo, pois isso fará com que este local tenha um maior aquecimento que as outras áreas, levando a diminuição da vida útil da lâmpada. Caso isso ocorra o bulbo deve ser limpo com álcool.
Alguns bulbos possuem refletores integrados, que podem ser de alumínio ou de um material dicróico. Os de alumínio refletem toda a luz e calor, diminuindo a carga térmica na luminária ou forro, e os dicróicos desviam parte do calor para trás reduzindo em até 66% a radiação térmica refletida.

## Descontinuadas na Europa
Em 2009 a Comissão Europeia decidiu terminar a comercialização das lâmpadas de halogéneo direcionais de tensão de rede na Europa a partir de 2016. Foram assim dados à indústria sete anos de preparação para eliminar gradualmente a utilização de lâmpadas de halogéneo em domicílios e esgotar os estoques existentes.
As lâmpadas de halogéneo começaram em 1 de setembro de 2016 a ser descontinuadas nos Estados-membros da União Europeia, uma medida que agrada às associações ambientalistas.

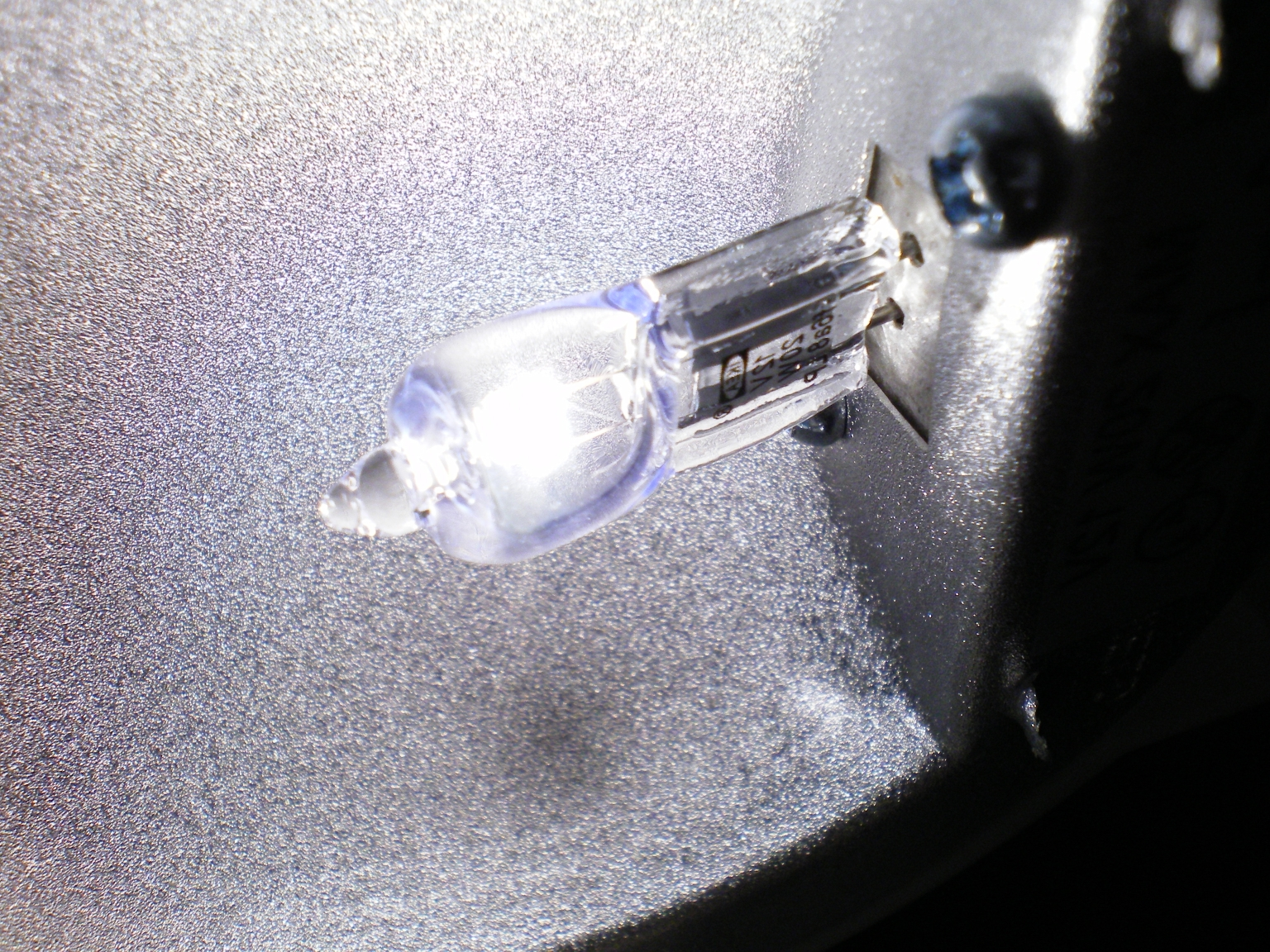
Lâmpada de halogêneo no seu encaixe sem vidro proteção
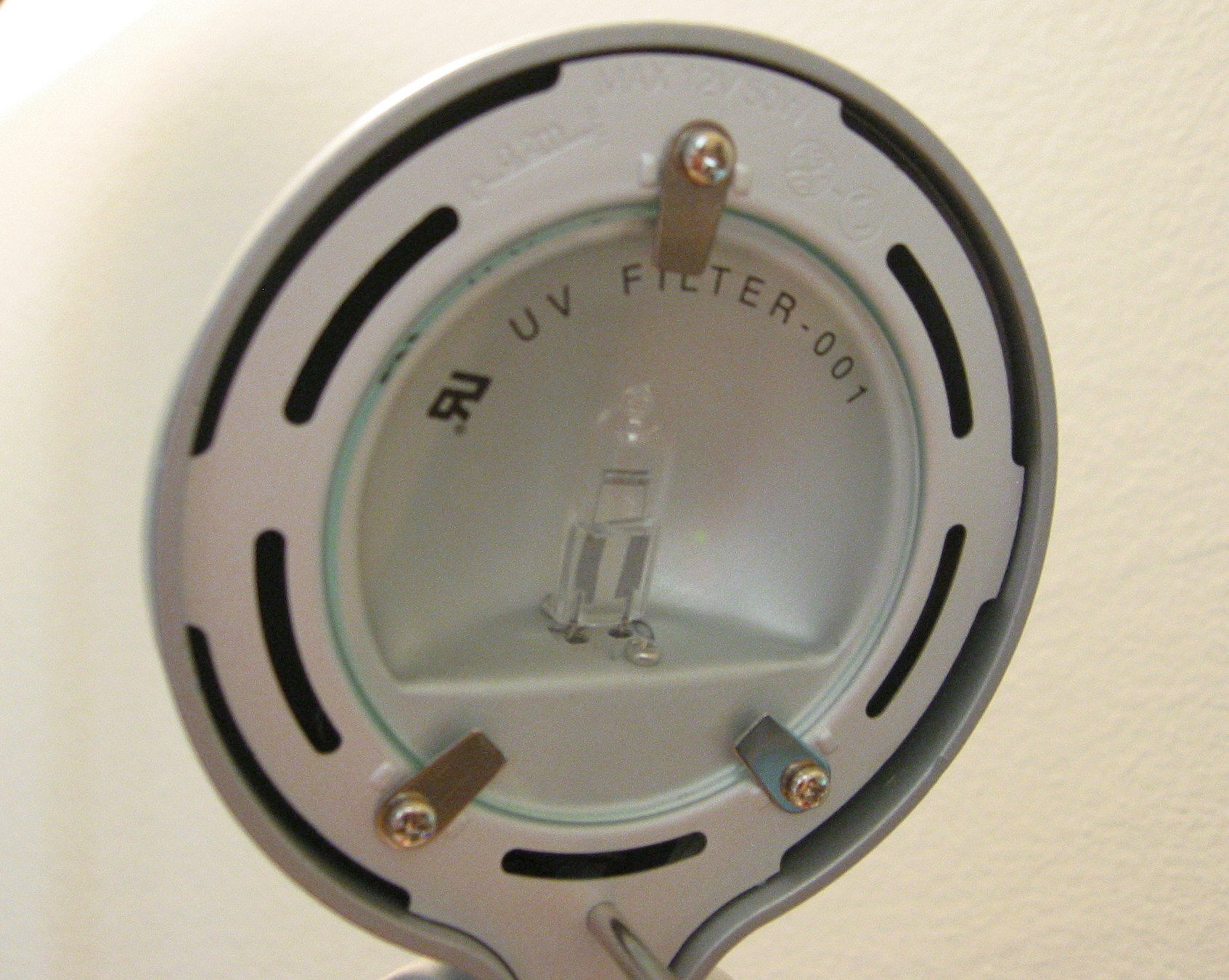
Lâmpada de halogêneo atrás de um filtro de UV redondo. Algumas luminárias incluem uma lente separada para filtrar a luz UV
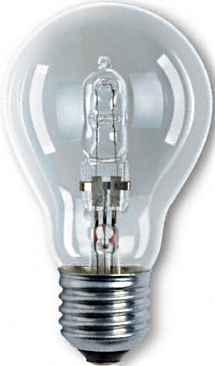
Lâmpada de halogêneo para substituição com base E27
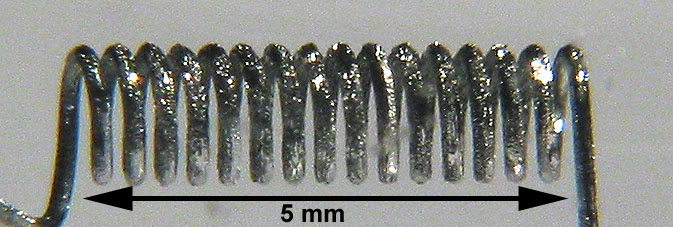
Filamento de tungstênio de uma lâmpada de halogêneo (automotiva) após algumas centenas de horas de uso